# Towada-See
Der Towada-See (jap. 十和田湖ⓘ, Towada-ko) ist der größte Caldera-See auf der Insel Honshū in Japan. Er liegt an der Grenze der Präfekturen Aomori und Akita im Towada-Hachimantai-Nationalpark.
Der See liegt 400 m über dem Meeresspiegel. Die Wände der Caldera reichen an einigen Stellen bis über 1000 m Höhe und erreichen ihren Gipfel in dem 1159 m hohen Vulkan Towada.
Die leuchtend blaue Farbe des Sees resultiert aus dem klaren Wasser und seiner großen Tiefe: mit einer Tiefe von 326,8 m ist er der dritttiefste See Japans. Die Sichtweite beträgt 15 m.
Mit einer Fläche von 61,1 km² ist er der zwölftgrößte See Japans. Er hat ein Volumen von 4,19 km³. Der Umfang des Sees beträgt 46 km.
Der See wird durch den Fluss Oirase entwässert.
Der See ist mit jährlich etwa 3 Millionen Besuchern ein beliebtes Touristenziel und auch zum Baden geeignet, es gibt viele Hotels und Pensionen. Im Spätsommer findet hier auch das Kunizankai-Matsuri statt, ein großes gemeinsames Fest der drei Präfekturen Aomori, Akita und Iwate.
Über den See fahren mehrmals täglich Fähren und Besichtigungsboote.

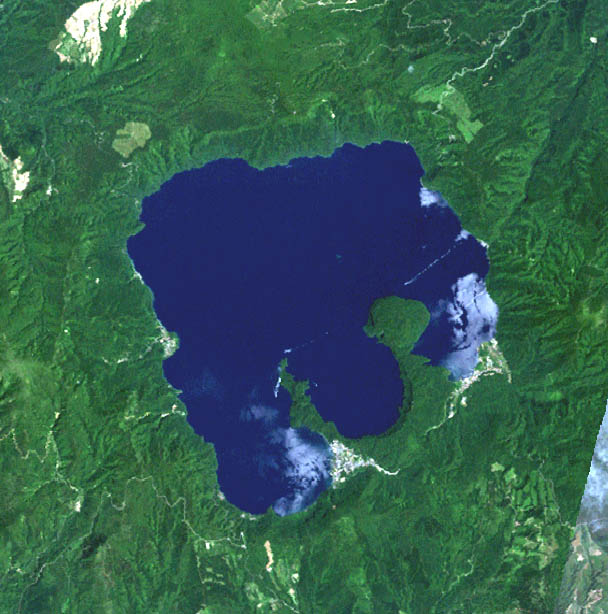
Landsat-Aufnahme des Sees
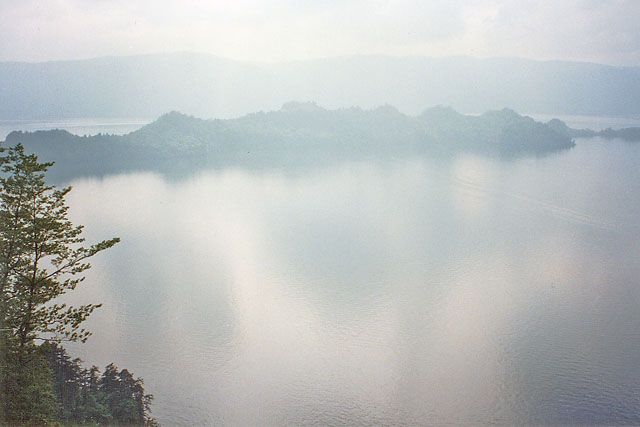
Der Towada-See
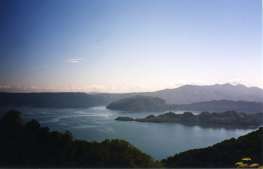
Der See am Ende des Sommers